# Naked Eyes
Naked Eyes waren eine britische New-Wave-Band, die während ihrer kurzen Bestandszeit von 1982 bis 1984 vier Top-40-Hits in den Billboard Charts vorweisen konnte.

## Geschichte
Pete Byrne (* 1954) und Rob Fisher (1956–1999) waren Freunde aus der englischen Stadt Bath, die zunächst in örtlichen Pubs gemeinsam auftraten. Im Jahr 1980 waren sie Mitglieder der nur kurzzeitig bestehenden Band Neon, bei der auch Curt Smith und Roland Orzabal Mitglieder waren. Nach der Trennung formierten Smith und Orzabal die Gruppe Tears for Fears, während Byrne und Fisher ab 1982 unter dem Bandnamen Naked Eyes auftraten. Sie erhielten schnell einen Vertrag bei der EMI Group und nahmen in den Abbey Road Studios ihr erstes Album Burning Bridges auf, bei dem Tony Mansfield als Produzent tätig war.
Ihren Durchbruch hatten sie gleich mit ihrem ersten Album und dem Lied (There's) Always Something There to Remind Me, dem Cover eines Liedes von Burt Bacharach und Hal David aus den 1960er-Jahren, das ein Synthiepop-Gewand erhielt. Das Lied erreichte Platz 8 in den amerikanischen Single-Charts und war auch in Kanada, Australien und Neuseeland in den Top Ten vertreten. Mit den selbst geschriebenen Liedern Promises, Promises und When the Lights Go Out waren sie 1983 mit zwei weiteren Songs in den US-Charts notiert, im Jahr darauf folgte noch (What) In the Name of Love auf Platz 39. In dieser Zeit galten Naked Eyes als potenzielle zukünftige Top-Stars, ihre Musikvideos wurden in den USA bei MTV vielfach ausgestrahlt. Im Gegensatz zu ihren Charterfolgen in den USA erreichten sie in ihrem Heimatland nur zweimal auf hinteren Positionen die Charts, der Höhepunkt war Platz 59 für (There's) Always Something There to Remind Me. In Deutschland waren Naked Eyes nie in den Charts vertreten.
Naked Eyes gelten als die erste Gruppe, die nicht nur erfolgreich von einem Fairlight CMI Gebrauch machte, sondern bei der die Klänge des Fairlight CMI ein zentraler Bestandteil und Markenzeichen ihrer Musik war. Auf der einen Seite klang ihre elektronische Musik dadurch außerordentlich üppig und dicht für die frühen 1980er Jahre, doch machte die Fortschrittlichkeit ihrer technischen Mittel Liveauftritte unmöglich. Nachdem die Verkaufszahlen des zweiten Albums Fuel in the Fire hinter denen des ersten Albums zurückblieben, lösten sich Naked Eyes 1984 auf. Pete Byrnes wurde Solosänger und Studiomusiker, während Fisher mit Climie Fisher ab 1986 Mitglied eines weiteren Pop-Duos wurde. Fisher starb 1999 nach längeren Gesundheitsproblemen, als er und Byrne eine Wiedervereinigung von Naked Eyes planten.
Seit dem Jahr 2006 existiert Naked Eyes mit Byrne als einzigem festen Mitglied wieder, wobei er meist in den USA gemeinsam mit anderen 1980er-Jahre-Musikkünstlern mehrere Konzerte im Jahr gibt. 2007 veröffentlichte Byrne als Naked Eyes das dritte Album Fumbling with the Covers, das vor allem akustische Coverversionen enthält und sich damit im Stil von den beiden ersten Alben deutlich unterscheidet. 2021 erschien das vierte Album Disguise the Limit über PJB Music. Es sollte bereits 2013 als Piccadilly erscheinen, wurde jedoch zunächst auf Eis gelegt und später umgearbeitet.

## Diskografie

### Studioalben
| Jahr | Titel                                  | Höchstplatzierung, Gesamtwochen, AuszeichnungChartsChartplatzierungen (Jahr, Titel, Platzierungen, Wochen, Auszeichnungen, Anmerkungen) | Anmerkungen |
| Jahr | Titel                                  | US | Anmerkungen |
| ---- | -------------------------------------- | --- | --- |
| 1984 | Naked Eyes EMI                         | US32 (42 Wo.)US | Erstveröffentlichung: 16. März 1983 In Großbritannien als Burning Bridges mit zwei weiteren Songs veröffentlicht |
| 1984 | Fuel for Fire EMI/Parlophone Records   | US83 (10 Wo.)US | Erstveröffentlichung:                                                                                            |
| 2007 | Fumbling with the Covers Oglio Records | — | Erstveröffentlichung: 31. Juli 2007 Akustiksongs                                                                 |
| 2021 | Disguise the Limit PJB Music           | — | Erstveröffentlichung: 8. Juni 2021                                                                               |

### Livealben
- 2007: On Stage at the World Café Live (DVD)

### Kompilationen
- 1991: The Best of Naked Eyes
- 1994: Promises, Promises (The Very Best of Naked Eyes)
- 1998: Naked Eyes / Spandau Ballet – Back 2 Back Hits
- 2002: Everything and More

### EPs
- 2008: Movies I Dream

### Singles
| Jahr | Titel Album                                    | Höchstplatzierung, Gesamtwochen, AuszeichnungChartplatzierungen (Jahr, Titel, Album, Platzierungen, Wochen, Auszeichnungen, Anmerkungen) | Höchstplatzierung, Gesamtwochen, AuszeichnungChartplatzierungen (Jahr, Titel, Album, Platzierungen, Wochen, Auszeichnungen, Anmerkungen) | Anmerkungen |
| Jahr | Titel Album                                    | UK | US | Anmerkungen |
| ---- | ---------------------------------------------- | --- | --- | ----------- |
| 1983 | Always Something There to Remind Me Naked Eyes | UK59 (4 Wo.)UK | US8 (22 Wo.)US |             |
| 1983 | Promises, Promises Naked Eyes                  | UK95 (2 Wo.)UK | US11 (20 Wo.)US |             |
| 1983 | When the Lights Go Out Naked Eyes              | — | US37 (14 Wo.)US |             |
| 1984 | (What) In the Name of Love Fuel for Fire       | — | US39 (12 Wo.)US |             |

Weitere Singles
- 1983: Voices in My Head